# Morten Langebæk
Morten Langebæk (født 12. august 1952) er en dansk sanger, musiker og arkitekt. Han medvirkede i gruppen Tyggegummibanden, og har spillet med på flere af Shu-bi-duas numre samt lavet coverdesign til to af gruppens albums.

## Karriere

### Musikalsk karriere
I 1973 var han med til at danne gruppen Tyggegummibanden, som nåede at udgive tre albums, inden de gik i opløsning i 1978.
I 1974 medvirkede han på nummeret "Brutale løg" på Shu-bi-duas debutalbum Shu-bi-dua. Igen i 1982 medvirkede han på et af gruppens numre, nemlig deres engelsk reggae-version af "Vuffeli-vov", kaldet "Dogshit in my garden", som blev udgivet på Shu-bi-dua 9. I 1980 lavede han også albumdesignet til Shu-bi-dua 7, og var efterfølgende lidt med på turne med gruppen, hvor han spillede keyboard. Sammen med Willy Pedersen erstattede han Jens Tage Nielsen. De optrådte bl.a. i programmet Kanal 22 på DR. Ifølge Michael Bundesen og Michael Hardinger var han ikke med i gruppen, men han var "associeret", selvom andre kilder hævder, at han var et "mangeårigt medlem". Han lavede også albumdesignet til gruppens næste album, Shu-bi-dua 8 (1982).
I 1979 skrev Morten Langebæk teksten til nummeret "Det går fremad" for Tøsedrengene. Han var desuden front-vokalist og korsanger på dette nummer og på to andre numre, "Følelser" og "Ind og Ud", som blev udgivet på Tøsedrengene's debutalbum Det går fremad i 1979, før der kom kvinder med i orkesteret.
Langebæk sang baggrundsvokal på Kasper Windings album Swing fra 1983.
I 2010 lavede Langebæk coverdesignet til Seven Thorns album Return to the Past. Han havde også lavet coveret til singlen ""Forest Majesty" der udkom året inden.

### Som arkitekt
Langebæk blev uddannet arkitekt og grafisk designer fra Kunstakademiets Arkitektskole i 1980.
I 1983 arbejdede han for Johan Otto von Spreckelsen og var med på projektet med opførelsen af Grande Arche i bydelen La Défense i Paris. Herefter blev han ansat hos Plan Design A/S i København som grafisk designer og projektleder.
I 1985 blev Langebæk direktør i Christian Bjørn Design A/S. Her udviklede han designprojekter for flere danske virksomheder, og i 1989 modtog han sammen selskabet IG Prisen og ID Prisen, som begge uddeles af Dansk Designråd.
Langebæk blev ansat som administrerende direktør for reklamebureauet Leo Burnett Danmark i 1994.

## Diskografi

### Med Tyggegummibanden
- Nu går det løs (1974)
- Fuld Fart Rock 'n' Roll (1976)
- Banden 3 (1977)

### Gæstemusiker
Med shu-bi-dua
- "Brutale løg" (1974) - Clavinet. På albummet Shu-bi-dua [17]
- "(There Is A) Dogshit In My Garden" (1982) - Orgel. På Shu-bi-dua 9 [18]

Med Tøsedrengene
- "Det går fremad", "Følelser" og "Ind og ud" (1979) - På albummet Det går fremad [12]

Med Kasper Winding
- Swing (1983) - baggrundsvokal